# تيري لويد
تيري لويد (بالإنجليزية: Terry Lloyd)‏ هو صحفي ومراسل عسكري بريطاني، ولد في 21 نوفمبر 1952 في دربي في المملكة المتحدة، وتوفي في 22 مارس 2003 في البصرة في العراق بسبب إصابة بعيار ناري.

## وصلات خارجية
- تيري لويد على موقع IMDb (الإنجليزية)